# Vicente Fernández Pujante
Vicente Fernández Pujante (Vilanova i la Geltrú, 17 de setembre de 1975) és un exfutbolista català, que ocupava la posició de migcampista.

## Trajectòria
Format al planter del RCD Espanyol, amb els pericos hi debuta a la primera divisió, en un encontre de la campanya 92/93. No té continuïtat a l'equip barceloní i el 1994 marxa a la UE Lleida.
Amb els lleidatans hi roman quatre temporades, destacant la 97/98, amb 36 partits i vuit gols. Aquesta xifra possibilita el seu fitxatge per l'Sporting de Gijón, que acabava de descendir a la Segona Divisió. Hi roman tres anys a l'equip asturià, en els quals, tot i jugar sovint, no acaba de fer-se un lloc a l'onze titular.
L'estiu del 2001 fitxa pel RCD Mallorca, amb qui torna a jugar a la primera divisió. En una etapa prou castigada per les lesions, tan sols hi disputa nou partits en tres anys. Es retiraria el 2005, després d'haver militat el darrer any al Girona FC.